# Picatrix

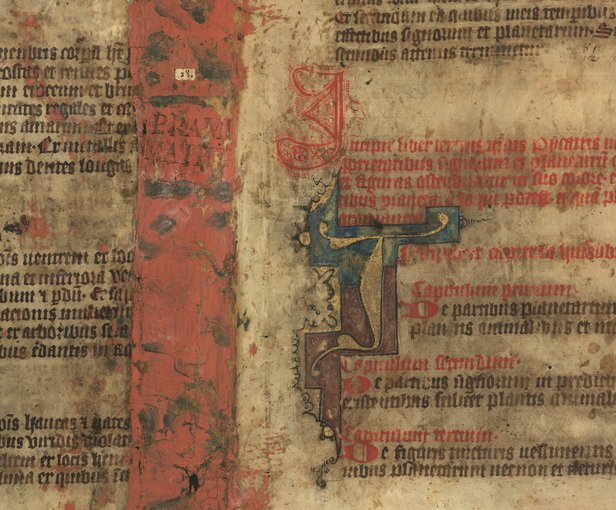
Seite des Picatrix aus dem 14. Jahrhundert

Picatrix ist der lateinische Titel des wahrscheinlich um 1055 verfassten Buches Ġāyat al-ḥakīm wa aḥaqq al-natīǧatain bi-'l-taqdīm („Das Ziel des Weisen und die des Vorrangs würdigere der beiden Künste“), einer arabischen Kompilation aus Texten zur Magie, Astrologie und Talismankunde. Der arabische Text entstand Mitte des 10. oder 11. Jahrhunderts in Al-Andalus und wurde um 1256 im Auftrag Alfons’ des Weisen ins Spanische übersetzt. Von der spanischen Übersetzung, von der nur ein Fragment erhalten ist, nahmen die späteren lateinischen Versionen den Ausgang, in denen das Werk zum Teil schon im Mittelalter und besonders dann in der frühen Neuzeit beträchtlichen Einfluss in der westlichen Welt ausübte.

## Datierung und Autorschaft desĠāyat al-ḥakīm
Der arabische Verfasser des Ġāyat al-ḥakīm nennt seinen Namen nicht, gibt aber an, auch der Verfasser des alchemistischen Buches Rutbat al-ḥakīm („Rangstufe des Weisen“) zu sein und das Kitab Ġāyat al-ḥakīm gleich nach Abschluss jenes anderen Werkes im Jahr 343 H (d. h. 954/55 n. Chr.) begonnen und 348 H (959/60 n. Chr.) vollendet zu haben. Die Rutbat al-ḥakīm gibt ihrerseits an, in den Jahren 439-442 H (1047/48-1050/51 n. Chr.) entstanden zu sein, was ein Jahrhundert später wäre. Die Handschriften bieten zwar auch die abweichende Lesart 339-342 H (d. h. 951/2-953/4 n. Chr.), die dieses Problem nicht bieten würde, jedoch von Ritter (1933, 1962) verworfen wurde, weil das Werk sich bereits auf die Zeit nach den Bürgerkriegswirren von 1009 bis 1018 zu beziehen scheint. Ritter zufolge waren deshalb für die Rutbat al-ḥakīm die Entstehungszeit 439-442 H (1047/48-1050/51 n. Chr.) vorzuziehen und im Ġāyat al-ḥakīm die Jahresangaben um 100 heraufzusetzen, so dass dieses Werk im Ergebnis in der Zeit von 443 bis 448 H (1050/51 bis 1056/57 n. Chr.) entstanden wäre. Beiden Werken ist über den Autor ansonsten noch zu entnehmen, dass er in Spanien lebte und außerdem noch eine nicht weiter bekannte Geschichte der arabischen Philosophie verfasste.
In der späteren arabischen Tradition, unter anderem bei Ibn Chaldun, wurden beide Werke dem Mathematiker und Astronomen Abu l-Qāsim Maslama Ibn Aḥmad al-Maǧrīṭī zugeschrieben, der „aus Madrid“ stammte (al-Maǧrīṭī), um 950 geboren wurde und zwischen 1005 und 1008 starb. Aufgrund der Unvereinbarkeit dieser Lebensdaten mit den angenommenen späteren Entstehungsdaten der fraglichen Werke nahm man jedoch seit Ritter zumeist an, dass beide Werke al-Maǧrīṭī lediglich nachträglich untergeschoben worden seien. Der Verfasser galt seither als ein Pseudo-Maǧrīṭī, der das Ġāyat al-ḥakīm im Anschluss an die Rutbat al-ḥakīm um die Mitte des 11. Jahrhunderts verfasste.
In jüngerer Zeit ist diese Auffassung von verschiedenen Seiten wieder infragegestellt worden. Nach Sezgin (1971) sind zwar die späten Entstehungsdaten im 11. Jahrhundert beizubehalten, aber als Verfasser beider Werke ist statt des berühmten Abu l-Qāsim Maslama Ibn Aḥmad al-Maǧrīṭī ein jüngerer und mit diesem häufiger verwechselter Abū Maslama Muḥammad Ibn Ibrāhīm Ibn ʿAbdaddāʾim al-Maǧrīṭī anzusetzen, der in der ersten Hälfte des 11. Jahrhunderts gelebt habe. Fierro (1996) und Carusi (2000) wiederum nehmen als Verfasser nicht einen Maslama aus Madrid, sondern einen Maslama aus Córdoba (al-Qurṭubī) an, nämlich Maslama Ibn al-Qāsim Ibn Ibrāhīm Ibn ʿAbd Allāh Ibn Ḥātim al-Qurṭubī al-Zayyāt, der 906 in Córdoba geboren wurde, vor 932 längere Reisen begann, die ihn unter anderem nach Syrien, Mekka, Bagdad und in den Jemen führten, nach Verlust seines Augenlichts dann wieder nach Spanien zurückkehrte und dort 964 im Alter von 58 Jahren starb. Wäre er als Verfasser anzusehen, so wäre folglich nach Maßgabe der Jahresangaben in den Texten selbst die Entstehung der Rutbat al-ḥakīm gemäß der von Ritter verworfenen Variante auf 339-342 H (d. h. 951/2-953/4 n. Chr.) und die Entstehung des Ġāyat al-ḥakīm gemäß der übereinstimmenden Lesart aller Handschriften auf 343-348 H (d. h. 954/55-959/60 n. Chr.) anzusetzen.

## Der Name und TitelPicatrix
Während der arabische Autor seinen Namen verschweigt, wird er in den lateinischen Übertragungen als „sapientissimus philosophus Picatrix“ bezeichnet, auch mit der Variante „Picatris“, der das Buch aus zahlreichen anderen Büchern der Philosophie oder Magie zusammengefügt und ihm seinen Namen als Titel gegeben habe.
In der spanischen und den lateinischen Versionen erscheint „Picatrix“ auch als Übertragung des arabischen Namens Buqrāṭis oder Biqrāṭis, der im arabischen Text als Übersetzer eines Buches über Talismane angeführt wird. Ausgehend von dieser Stelle nahm Ritter zunächst an, dass Picatrix/Biqrāṭis eine Verballhornung des Namens Hippokrates sei, rückte von dieser Vermutung später jedoch wieder ab, da der Name Hippokrates im arabischen Text ansonsten in der auch sonst üblichen Form Buqrāṭ wiedergegeben ist. Alternativ wurde auch eine Herleitung aus Harpokration vorgeschlagen. Sezgin nimmt demgegenüber an, dass der lateinische Name aus „Bucasis“ entstanden sei, der üblichen Latinisierung von Abu l-Qāsim. Nach L. Thomann wiederum entstand „Picatrix“ nicht als Transkription eines griechischen oder arabischen Namens, sondern als Übersetzung des ehrenden Beinamens Maslama, indem dessen Wurzel s-l-m im Sinne von „stechen, beißen wie eine Schlange“ mit lateinisch/romanisch picar(e) („stechen“) wiedergegeben wurde, so dass das Femininum Picatrix folglich als „die Stechende, Beißende“ zu verstehen wäre.

## Rezeption
Das Werk war in seiner lateinischen Version (Picatrix latinus) im Mittelalter und in der Frühen Neuzeit in vielen Manuskripten verbreitet und bis ins 18. Jh. bekannt und eine wichtige Quelle für Magier und Hermetiker wie Petrus von Abano, Johannes Trithemius, Agrippa von Nettesheim. Johannes Hartlieb warnt in seinem puch aller verpotten kunst (1456) Kaiser Maximilian I. vor dem Picatrix als dem vollkommensten und gefährlichsten magischen Buch, das schon vielen Lesern die ewige Verdammnis gebracht habe (der Kaiser besaß gleich zwei Handschriften davon). In Rabelais’ Gargantua und Pantagruel gibt Pantagruel an, in Toledo beim Reverend „Père en Diable Piccatrix, docteur de la faculté diabolique“ studiert zu haben.

## Ausgaben
Ġāyat al-ḥakīm
- Hellmut Ritter: Ġāyat al-ḥakīm wa aḥaqq al-natīǧatain bi-'l-taqdīm. Teubner, Leipzig/Berlin 1933 (= Studien der Bibliothek Warburg, 12)

Moderne Übersetzungen des arabischen Textes
- Hellmut Ritter, Martin Plessner: Picatrix: Das Ziel des Weisen von Pseudo-Mağrīțī. Übersetzung aus dem Arabischen. University of London, London 1962 (= Studies of the Warburg Institute. Band 27). Online: PDF, 47 MB
- Marcelino Villegas: Picatrix : el fin del sabio y el mejor de los 2 medios para avanzar. Edición Nacional, Madrid 1982 (= Biblioteca de visionarios, heterodoxos y marginados, serie 2, 20) [Übersetzung ohne wissenschaftlichen Anspruch]

Lateinische Versionen
- David Pingree: Picatrix: the Latin version of the Ghāyat al-Ḥakīm. University of London, London 1986 (= Studies of the Warburg Institute, 39)

Moderne Übersetzung auf der Grundlage der lateinischen Versionen
- Paolo A. Rossi (Hrsg.), Davide Arecco / Ida Li Vigni / Stefano Zuffi: PICATRIX: Gāyat al-hakīm, „il fine del saggio“ dello pseudo Maslama al-Magriti. Edizione Mimesis, Mailand 1999
- Béatrice Bakhouche / Frédéric Fauquier / Brigitte Pérez-Jean: Picatrix: un traité de magie médiévale. Brepols, Turnhout 2003
- Dan Attrell, David Porreca: Picatrix: A Medieval Treatise on Astral Magic. Pennsylvania State University Press, University Park 2019.